# Seznam vládců Montferratu

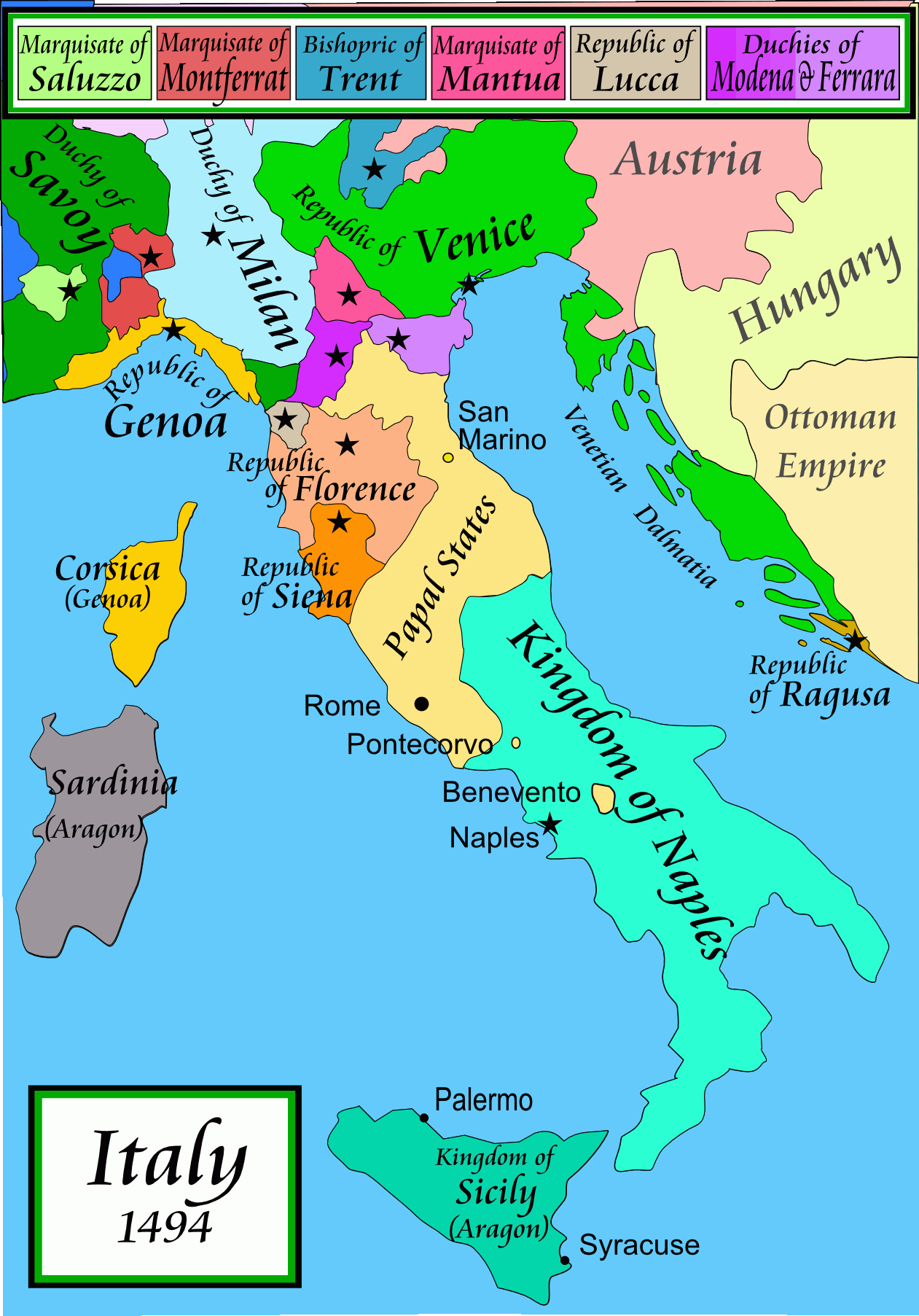
Montferratský markýzát (červeně) na mapě Itálie na konci 15. století.

Montferratský erb (Aleramovci).

Markýzové a vévodové z Montferratu byli vládci území v Piemontu jižně od Pádu a východně od Turína zvaného Montferrat. Montferratský markýzát založil Berengar II. Italský v roce 950. Původně bylo pojmenováno po a drženo rodem Aleramovců. V roce 1574 byl Montferrat Maxmiliánem II., císařem Svaté říše římské, povýšen na vévodství (viz Montferratské vévodství).

## Markýzové

### Aleramovci
- Vilém I. († 933 nebo dříve)
- Aleramo (933–967)
  - Vilém II., syn a spoluvládce
- Ota I. (967–991), syn
- Vilém III. (991 – před 1042), syn
- Ota II. (před 1042 – cca 1084), syn
  - Jindřich († 1045), bratr a spoluvládce
- Vilém IV. (cca 1084 – cca 1100), syn
- Rainieri (cca 1100 – cca 1136), syn
- Vilém V. (cca 1136–1191), syn
- Konrád (1191–1192), syn
- Bonifác I. (1192–1207), bratr
- Vilém VI. (1207–1225), syn
- Bonifác II. (1225–1253/55), syn
- Vilém VII. (1253/55–1292), syn
- Jan I. (1292–1305), syn

### Palaiologové
- Teodor I. (1306–1338), synovec Jana
- Jan II. (1338–1372), syn
- Secondotto, také známý jako Ota III. (1372–1378), syn
- Jan III. (1378–1381), bratr
- Teodor II. (1381–1418), bratr
- Jan Jakub (1418–1445), syn
- Jan IV. (1445–1464), syn
- Vilém VIII. (1464–1483), bratr
- Bonifác III. (1483–1494), bratr
- Vilém IX. (1494–1518), syn (tchán Federica II., vévody z Mantovy)
- Bonifác IV. (1518–1530), syn, regentkou jeho matka Anna z Alençonu
- Jan Jiří (1530–1533), strýc
  - do roku 1536 španělská okupace
- Markéta Montferratská (1533–1536), dcera Viléma IX. a Anny z Alençonu a vládnoucí markýza z Montferratu

### Gonzagové
V roce 1536 Karel V., císař Svaté říše římské, udělil markýzát, navzdory konkurenčním nárokům Savojských a markýze ze Saluzza, Gonzagům.
- Frederik Gonzaga (1536–1540), vévoda z Mantovy; oženil se s Markétou Montferratskou, dcerou Viléma IX. a Anny z Alençonu a vládnoucí markýzou z Montferratu
- František I. (1540–1550), vévoda z Mantovy, markýz z Montferratu; syn Markéty Montferratské a Frederika Gonzagy
- Vilém I. Gonzaga (1550–1574), vévoda z Mantovy, markýz do roku 1574, poté vévoda; syn Markéty Montferratské a Frederika Gonzagy

## Vévodové

### Gonzagové
- Vilém X. (1574–1587), vévoda z Mantovy, od roku 1574 vévoda z Montferratu, dříve markýz
- Vincent I. (1587–1612), vévoda z Mantovy a Montferratu; syn Viléma X.
- František II. (1612), vévoda z Mantovy a Montferratu; syn Vincenta I.
- Ferdinand (1612–1626), vévoda z Mantovy a Montferratu; syn Vincenta I.
- Vincent II. (1626–1627), vévoda z Mantovy a Montferratu; syn Vincenta I.
- Válka o mantovské dědictví (1627–1631) – část území získána Savojským vévodstvím
- Marie, vévodkyně z Montferratu (1612–1661) a Mantovy (1627–1631); dcera Františka II.
- Karel I., zvaný „Neverský“, vévoda z Montferratu (1627–1637), také vévoda z Mantovy a Nevers; tchán Marie, vládl společně s Marií a svým synem Karlem
- Karel II. (1637–1665); do roku 1659 také vévoda z Nevers; syn Marie, vnuk Karla I. i Františka II.
- Ferdinand Karel (1665–1708), vévoda z Montferratu a Mantovy; syn Karla II.

### Savojští
Savojští získali část vévodství po válce o mantovské dědictví a zbytek v roce 1708. Hlava rodu používala titul vévoda z Montferratu od roku 1631 do roku 1861. Titul byl navíc třikrát udělen mladšímu synovi hlavy rodu:
- Princ Amadeus, vévoda z Montferratu (1754–1755), druhý syn Viktora Amadea III. Sardinského
- Princ Maurizio, vévoda z Montferratu (1762–1799), třetí syn Viktora Amadea III. Sardinského
- Princ Oddone, vévoda z Montferratu (1846–1866), třetí syn Viktora Emanuela II. Italského